# Diagnóstico Raman

## Introdução
A espectroscopia Raman é uma técnica óptica que utiliza uma luz laser para analisar as características moleculares e químicas dos materiais. Pode ser aplicada amplamente em vários campos da ciência, pois consegue avaliar qualitativamente e quantitativamente a composição de sólidos, líquidos e gasosos. Instrumento no estudo de diversos tipos de materiais como polímeros, semicondutores, farmacêuticos e tecidos biológicos.

## Conceito
Através da propriedade da Polarizabilidade: capacidade que cada átomo ou molécula tem de mudar sua distribuição eletrônica em resposta a um campo eletromagnético, o efeito Raman pode ser definido pela vibração das moléculas do material estimulada pela incidência da luz monocromática colimada, resultando em um espalhamento inelástico. Ou seja, há uma diferença entre a luz incidida e a espalhada, pela interação da energia do fóton com essa moléculas, a frequência do fóton incidido é diferente do espalhado.
Dependendo da diferença de energia transferida entre a molécula e o fóton, o espalhamento pode ser caracterizado em dois tipos: Stoke e anti-Stokes.
No primeiro caso, o átomo recebe a energia em seu estado fundamental, no segundo, já se apresenta em estado excitado. Interessando apenas a diferença vibracional após a incidência da luz.
Todos esse sinais são captados por um detector CCD (charge-couple device), em seguida processados, transformado o sinal coletado em espectros, sendo cada pico espectral um movimento da molécula.

## Aplicação
Portanto, como cada material apresenta um modelo vibracional próprio, ou um espectro específico, pode-se dizer que existe uma assinatura óptica singular, fingerprint. Esse instrumento diagnóstico vem sendo utilizado na detecção de narcóticos e explosivos em aeroportos, caracterização de artefatos arqueológicos, análise de fluidos em investigação forense, até mesmo na procura de vida em Marte.

## Prática Clínica
Na prática biomédica, o efeito Raman tem sido muito utilizado para definição da composição molecular das amostras, caracterizando lipídeos, proteínas, ácidos nucleicos, carboidratos e definição histológica das estruturas. Utilizado portanto no diagnóstico de diversos tipos de câncer como: pele, mama, colo-retal, boca, esôfago, estômago e tiróide; também como suas margens oncológicas. Uma vez que cada uma delas apresenta curva e picos espectrais específicos (fingerprint), pode ser aceita como uma biópsia óptica.
Ao comparar um diagnóstico histopatológico com a espectroscopia de uma biópsia de neoplasia, há mais informação sobre o material que o método convencional.
Além do diagnóstico mais objetivo e rápido, pode-se definir alterações subclínicas de sua composição bioquímica, RNA/DNA, proteínas, lipídios e carboidratos; durante o processo de carcinogênese.
Geralmente em tecidos biológicos, o laser Raman para a excitação das molécula é utilizado num comprimento de onda na faixa de 785 nm, com potência de 20 mW, para manter a integridade das células.